# 前根奏子
前根 奏子（まえね かなこ、1994年11月22日-）は、日本のタレント、ダンサー。(株)プロダクションハーモニー所属。神奈川県出身。血液型は不明。
趣味はカラオケ、お菓子作り。特技は歌、スポーツ全般、クラシックバレエ。
宮本亜門演出の「キャンディード」に娘役で出演。ダンスでは西島千博演出のNEOエンターテイメントバレエくるみ割り人形に未来のドール役で出演。
実父は現役歌手及び役者の波留大子。

## 人物
- 初舞台は5歳、ミュージカル「新オズの魔法使い」である。
- NEOエンターテイメントバレエ「くるみ割り人形」に出演した際は、「本物の人形のようだった」と取り上げられているブログなどで話題となった。
- クラシックバレエは3歳から始め、畑佐俊明に師事。
- 小学校低学年時代はクラシックバレエ以外にも、ジャズダンス、タップダンス、モダンバレエ、ヒップホップを経験した。
- 資格は英検3級、漢検3級
- 2011年に市民参加ミュージカル「シンデレラ」で主役のシンデレラ役を演じる。

## 出演作品

### 舞台
- 「新オズの魔法使い」伝令官役
- オペラ「トゥーランドット」
- 宮本亜門演出「キャンディード」娘役
- 西島千博主演＆演出NEOエンターテイメントバレエ　「くるみ割り人形」未来のドール役
- 日本バレエ協会「白鳥の湖」

### CM
映像
- 「シティーテレコムかながわ」
- バンダイCM「ポケモンキッズキャンペーン」

歌
- 「ドラえもんアイス」（オーディション本番）
- マクドナルドCM「お茶犬シリーズ」
- マクドナルドCM「ワールドカップ編」
- 東京ディズニーシーCM「春のキャンパスデーパスポート」
- 日清食品チキンラーメンCM「360°カメラ篇」

### その他
- カラオケコーラス「慎吾ママの学園天国」
- モデル ベネッセ 中学2年生10月号「いちばんはじめに読む本」
- モデル ベネッセ 中学2年生2月号「My Style」

## レッスン歴
- クラシックバレエ(3歳~14歳)
- ジャズダンス(8歳~10歳)
- タップダンス(8歳~10歳)
- ヒップホップ(8歳~10歳)
- モダンバレエ(8歳~10歳)
- ピアノ(4歳~9歳)
- 歌(4歳~)
- 芝居(5歳~)
- 英会話(8歳~)